# Constantina (Algèria)
Constantina (àrab: قسنطينة, Qusanṭīna) és una ciutat del nord-est d'Algèria, situada a 36° 21′ N i 6° 36′ E, a uns 80 km de la costa mediterrània. Considerada la capital de l'Algèria oriental, té una població d'uns 800.000 habitants (2003, eren 235.000 el 1965), amb la qual cosa és la tercera ciutat algeriana després d'Alger i Orà. El seu port a 87 km és Skikda (antiga Philippeville). Està situada sobre una muntanya rocosa de forma trapezoïdal rodejada per tres costats per barrancs fondos i unida pel costat sud-est a la comarca de l'entorn per una mena d'istme. La Kasba, al punt més alt, està a 750 metres; el marabut de Sidi Rashid, a 1 km, ja només està a 650 metres. El rierol principal és el wadi l-Raml (francès Rummel) que baixa a través de casacdes fins a la plana d'al-Hamma. A la gorga que forma el riu el romans hi van construir un pont fins a la plana de Mansura (702 metres) que es va conservar uns quants segles; era una obra d'enginyeria colossal amb arcades de 65 metres d'altura i que portava també un aqüeducte; es va ensorrar al segle xiii i fou reconstruït el segle xviii per Salih Bey sota direcció d'un enginyer castellà, però es va enfondar al cap d'uns anys (1857). Després es van construir dos ponts.
Hi ha poques restes dels hàfsides destacant la gran mesquita. Els principals monuments són d'època otomana, amb la mesquita de Suk al-Ghazal, la de Sidi Lakhdar i la de Sidi l-Kattani, les tres del segle xviii. El palau del darrer bei Ahmed també es conserva (fou construït pocs anys abans de la conquesta francesa).
És la capital de la província o wilaya de Constantina (àrab: ولاية قسنطينة, wilāyat Qusanṭīna), de 2.297,2 km² i 891.668 habitants.

## Història
Anomenada Sarim Batim durant el període cartaginès i Cirta durant el període númida. El rei Sifax hi va tenir un palau i fou la residència del rei Masinissa I i dels seus successors, que hi van fer diversos treballs. En esclatar la guerra civil romana (49 aC), va decidir abraçar el partit de Juli Cèsar. Va acudir en ajut d'aquest quan més ho necessitava (després de desembarcar a Àfrica amb molt poques forces) i amb el suport de Boccus II rei de Mauritània va envair Numídia, on regnava Juba I, va ocupar Cirta la capital i va devastar el país del gètuls. De les operacions de Juba contra Sitti i Boccus no se'n sap res, però Juba aviat es va reunir amb Escipió i va deixar el comandament contra els invasors al seu general Saburra. Cèsar va derrotar a Juba i Escipió a la decisiva batalla de Tapsos i mentre Sitti fou també vencedor de Saburra, que fou derrotat i mort. Al sortir d'Àfrica Cèsar va agrair els serveis de Sitti i del rei Boccus cedint al regne de Mauritània una part a l'oest de Numídia (entre Saldae i l'Ampsaga), i a Sitti la resta (antic domini de Masinissa) amb Cirta i Sitiphis. Sitti es va establir a la zona del regne de Numídia que li fou assignada amb els seus veterans. A la mort de Cèsar el 44 aC, Arabió, el fill de Masinissa, que havia lluitat a Hispània amb Gneu Pompeu (fill) va desembarcar al regne de Mauritània, va expulsar Boccus de la part de Numídia que dominava i va entrar a la resta de Numídia on va matar a Sitti en un estratagema (43 aC).
Cirta va esdevenir una colònia sota el nom de Colònia Cirta Júlia o Cirta Sittianorum. Juba II la va escollir com a capital quan August va restablir el regne de Numídia i hi va residir del 14 al 17 aC fins que va bescanviar el regne per la Mauritània. Cirta va restar capital provincial de les anomenades «Quatre colònies» i al segle iii de la Numídia Cirtense, província creada per Maximià el 297 però en les guerres que van seguir a l'abdicació de Dioclecià (305) Cirta va reconèixer l'usurpador Domici Alexandre, un general romà d'origen pannoni o frigi d'avançada edat i molt tímid que havia estat nomenat governador d'Àfrica per Maxenci vers 307 o 308; Maxenci no en devia estar content i va planejar eliminar-lo, però això va arribar a les seves orelles i es va rebel·lar i proclamar emperador vers el 309 aC a Cartago. Maxenci va enviar tropes contra ell dirigides per Ruf Volusià que va dominar la revolta sense dificultats. Alexandre es va refugiar a Cirta i això va desfermar la ira de Maxenci que va destruir la ciutat. Alexandre fou fet presoner i executat (311).
Més tard fou reconstruïda per Constantí, que la va batejar amb el seu nom, després del 313.
A l'inici del segle v fou ocupada pels vàndals després del 430 però retornada per Genseric el 442. En enfonsar-se l'Imperi Romà d'Occident el 476 Constantina va quedar de fet independent però es va sotmetre als romans d'Orient el 533 quan aquests van derrotar els vàndals. Va restar a les seves mans fins a la conquesta àrab, la data de la qual no és coneguda, ja que cap historiador àrab se'n fa ressò. Sembla no obstant molt probable que hagués restat sota els romans d'Orient fins al final del segle vii, quan va caure en mans àrabs Cartago, entre 696 i 698. Fou unida al govern d'Ifríqiya, i així va obeir als emirs de Kairuan, als aglàbides, als fatimites, als zírides.
Aquestos darrers la van conservar fins i tot quan van perdre una part del Magreb a mans dels hammàdides o Banu Hammad. Però la van perdre durant la invasió dels Banu Hilal, quan, aprofitant la desorganització creada, se'n va apoderar el hammàdida al-Muizz. La seva dinastia la va conservar un segle encara que per un temps va estar en revolta en mans de l'oncle de l'emir hammàdida an-Nàssir ibn Alannàs. Quan els almohades van ocupar Bugia, el darrer emir, Yahya, es va refugiar a Constantina, però renunciant a lluitar es va sotmetre voluntàriament a Abd al-Mumin, les tropes del qual van entrar sense resistència a la ciutat. El mallorquí Alí ibn Ghàniya la va atacar el 1185 però no la va poder ocupar. Va restar fidel als almohades fins al final de l'imperi. Llavors la ciutat va reconèixer a l'hàfsida Abu-Zakariyyà Yahya (I) que s'havia fet independent a Tunis el 1230. Sota els hàfsides la història local és confusa i conflictiva. Els emirs aspiraven a dominar la regió i hi residien sovint i la van fer embellir: el govern fou confiat generalment a membres de la família; tot i així la van perdre diverses vegades:
- El 1882 sota l'emir Abu-Ishaq Ibrahim (1279-1283), el governador Ibn al-Wazir es va revoltar; l'emir tunisià va enviar el seu fill Abu Faris que va reconquerir la ciutat per la força.
- El 1284 la ciutat va obrir les portes al pretendent Abu Zakariyya de Bugia, però el 1305 a proposta del governador Ibn al-Amir, es van sotmetre a Tunis
- El 1306 es va revoltar altre cop per reconèixer novament a l'emir de Bugia, Abu-l-Baqà Khàlid (I), que el 1309 va reconstituir la unitat de tot el regne al seu favor.
- Del 1312 al 1319 va restar de fet independent sota autoritat del visir Ibn Ghamr que va aconseguir posar al tron de Tunis a un príncep de la seva elecció, Abu-Yahya Abu-Bakr (II) (1318-1349).
- El 1325 s'hi va revoltar el visir Ibn al-Kalun. Els abdalwadites van atacar la ciutat però foren rebutjats.

El conflicte entre abdalwadites i marínides i la bona administració dels governadors Abu-Abd-Al·lah i Abu-Zayd, fill i net de l'emir de Tunis Abu-Yahya, van assegurar la tranquil·litat un temps. A la meitat del segle xiv va enfrontar les expedicions marínides. Abu-l-Hàssan va entrar sense lluita a Constantina i va fer llegir la khutba al seu nom però el príncep hàfsida, al-Fadl Àhmad (II) va prendre el poder (1349) que no va conservar el poder gaire temps doncs l'exgovernador Abu-Zayd, alliberat per Abu Inan, va recuperar el poder (1350) i abandonant al seu protector va posar al tron a un fill d'al-Hàssan de nom Taixfín. No va passar gairé temps quan Abu-Zayd fou enderrocat per son germà Abu-l-Abbàs Àhmad (III) que va destronar a Taixfín i va agafar ell mateix el títol de sultà; va rebutjar els àrabs dawàwides i sadwikish que dirigits per oficials marínides s'havien acostat per assetjar la ciutat (1355), però en canvi fou derrotat per Abu-Inan que va ocupar Constantina. El va poder expulsar el 1360. El 1370 va assolir el poder a Tunis i va conservar les dues ciutats fins a la mort el 1394. El seu successor Abu-Faris Abd-al-Aziz (1393-1434) va haver de reconquerir la ciutat dues vegades de mans del seu germà Abu Bakr que va tenir el suport de tribus àrabs.
Al segle xv les informacions són fragmentàries encara que es creu que les revoltes contra els hàfsides foren menys freqüents. Però l'autoritat real a la ciutat i regió havia passat als Awlad Sawla, fracció dels àrabs dawàdides. A la ciutat el govern se'l repartien algunes famílies supedites als Awlad Sawla, com la família dels Abd-al-Mumin d'origen marabútic i que exercien hereditàriament el càrrec de Shaykh al-Islam i Amir al-Rakh (conductor de la caravana de pelegrins a la Meca); la dels Banu Badis (cadis hereditaris) i la dels Banu l-Feggun o Lefgun (juristes).
Amb l'arribada dels tucs es van formar els partits; els Abd-al-Mumin eren partidaris dels hafsides i els Lefgun era favorables als turcs; un primer assaig d'ocupació va tenir lloc el 1519 (o 1520) quan un lloctinent de Khayr al-Din, de nom Hasan, es diu que va imposar a la ciutat el reconeixement de la sobirania otomana. Si aquesta submissió va existir fou efímera perquè se sap que el 1526 un representant de l'emir hàfsida residia a Constantina. Però el 1534 els turcs van ocupar la ciutat i hi van instal·lar guarnició,. Els opositors van intentar expulsar els turcs i el 1567/1568 van massacrar a la guarnició; el paixà Muhammad va dirigir personalment una expedició però els habitants van obrir les portes de la ciutat sense resistència. El 1572 una nova revolta fou reprimida amb una més gran severitat i els Abd al-Mumin que l'havien instigat, van perdre els seus privilegis i la seva posició. Encara el 1642, aprofitant la revolta dels berbers de la Kabília i la insubordinació dels caps àrabs, el Abd al-Mumin van provocar disturbis que foren reprimits.
Al segle xvi fou escollida com a capital del beilicat de l'Est. Des del bey Farhat (1637) Constantina va gaudir de tranquil·litat completa durant més de mig segle però finalment la intervenció en afers tunisians va causar conflictes. El 1700 el bey de Tunis, Murad, va derrotar per dues vegades al bey de Constantina Ali Khodja, i va assetjar la ciutat que va bloquejar durant tres mesos. Finalment el bey d'Alger, que va tenir notícies del que passava, va enviar un exèrcit de socors i els tunisians es van retirar abans de l'arribada.
Els beys del segle xviii foren sovint enèrgics i intel·ligents i van actuar virtualment com a sobirans independents. Els més destacats foren Kelyan Hasan Bey àlies Bu Kemya (Kalyan Bey Bu Kamia 1713-1736), Hasan ibn Husyan àlies Bu Hanik (1736-1754), Ahmad al-Kulli (1756-1771) i sobretot Salih Bey (1771-1792), autors de la major part de les construccions otomanes i de diversos treballs d'interès públic. Però després va seguir un període d'anarquia. Salih Bey, destituït pel dey d'Alger, es va revoltar i va morir de manera miserable. Entre 1792 i 1826 hi va haver 17 beys alguns dels quals només per uns mesos o fins i tot per uns dies; tots es van destacar per actes cruels i per l'aprofitament del càrrec per enriquir-se. Al seu problema intern Constantina va afegir un d'exterior: l'atac dels kabilencs dirigits pel marabut Ibn al-Arash, revoltats contra els turcs, que el 1804 van arribar davant els murs de la ciutat. Al cap de tres anys un exèrcit tunisià dirigit per Sulayman Kahya, va anar a assetjar Constantina que va quedar bloquejada per dos mesos (abril i maig del 1807) i fou bombardejada, però altra vegada, en acostar-se les forces algerianes, els tunisians es van retirar; els tunisians en la retirada van perdre 1167 presoners i tota l'artilleria.
El darrer Bey Ahmed Bey ben Mohamed Chériftenia les qualitats que mancaven als seus predecessors, intel·ligència, ambició, energia, activitat, però era cruel i avariciós i, per tant, impopular. Amb les exaccions es va fer construir un palau per substituir la casa del bey. després de l'ocupació d'Alger pels francesos va aprofitar de la desaparició de l'autoritat del dey (1830) per fer-se independent. Va aconseguir del govern otomà el títol de paixà (nominalment de tota Algèria). Encara que el general Clauzel el va declarar deposat el 15 de desembre de 1830, va conservar la possessió efectiva de la part oriental d'Algèria amb Constantina. Els francesos van negociar i després, al fracassar, van dubtar a iniciar una expedició militar. El 1836 el general Clauzel, com a governador general, va iniciar operacions, sortint de Bona el 2 de novembre. Els francesos van arribar a Constantina i van agafar posicions a les altures de Mansura i la Kudya. Dues sortides dels assetjats dirigides per Ibn Isa, lloctinent del bey, foren rebutjades,; els atacs francesos les nits del 22 i 23 de novembre també foren rebutjats; Clauzel va aixecar el setge i va tornar a Bona durant un temporal. Però l'any següent el general Damrémont va assetjar altre cop la ciutat el 6 d'octubre de 1837 morint d'un tret el 12 d'octubre però el va substituir el general Valée que el 13 d'octubre va ordenar l'assalt i després d'un combat acarnissat les columnes de Combe i Lamoriciere van ocupar la ciutat. Ahmed, que havia abandonat Constantina a l'inici de la lluita, es va retirar al sud, dominant el territori encara onze anys més.
L'administració de Constantina fou confiada a un hakim sota control de l'autoritat militar i fou la base militar dels francesos a l'orient i seu d'un comandament superior. El 1848 fou dotada d'una municipalitat i es va acabar l'administració militar. El 1849 fou feta capçalera de departament. El 1962 amb la independència, va esdevenir capital de wilaya (província).

## Beis de Constantina (dependents d'Alger)
- Ali Khoja Bey vers 1700
- Ahmad Bey
- Ibrahim Ahl al-Eulgh
- Ali ibn Huamada ibn al Hussein.
- Shush ibn Abd al-Rahman
- Ben Ferhad Bey
- Husayn Dengizil 1705-1710
- Ali ibn Salah 1710-1713
- Kalyan Bey Bu Kamia 1713-1736
- Hasan Bey ibn Husayn Bu Hanik 1736-1754
- Husayn ibn Azreg Ainu 1754-1756
- Ahmad al-Kulli 1756-1771
- Salih Bey 1771-1792
- Husayn Bey I 1792-1795
- Mustafa al-Uznaci 1795-1798
- Hadjdji Mustafa Inglis Bey 1798-1803
- Daman Bey 1803-1808
- Abdallah Bey 1808
- Husayn Bey II 1808
- Ali Bey 1808-1809
- Ahmad Shush 1809 (15 dies)
- Ahmad Tobbal 1809 (un mes)
- Ahmad Bey 1809-1812
- Naman Bey 1812-1815
- M'Hamad Chaksur Bey 1815-1818
- Kara Mustafa 1818
- Ahmad al-Mamluk 1818
- M'Hamad Bey al-Mili Bu Shattabi 1818-1819
- Ibrahim Bey al-Garbi 1819-1820
- Ahmad al-Mamluk (segona vegada) 1820-1822
- Ibrahim Bey al-Gritli 1822-1824
- Mehmed Menamdi 1824-1826
- Küloglü Haçi Ahmed 1826-1837 (independent), al territori 1837-1848.